# Глюон

Діаграма: e^{+}e^{-} →Y(9.46) →3g

Глюо́н (від англ. glue — клей) — електрично нейтральна елементарна частинка, яка відіграє таку ж роль у сильній ядерній взаємодії, як фотон в електромагнітній.
У рамках Стандартної моделі фізики елементарних частинок вважається, що нуклони складаються з кварків та глюонів, які рухаються практично вільно всередині нуклона. Глюони «склеюють» кварки всередині нуклона. Існування глюона виявляється тільки опосередковано. За гіпотезою про стале положення кварків та глюонів, енергія, яку потрібно затратити на розщеплення нуклонів, зростає зі збільшенням відстані, і тому виділення чистого кварка потребує нескінченно великої енергії.
Ці елементарні частинки несуть спеціальний колірний заряд сильної взаємодії (як у випадку з терміном «кварк», термін «колір» тут обрано довільно і жодного стосунку до звичайного кольору він не має), на відміну від фотона, який опосередковує електромагнітне поле, але не має електричного заряду. Тому глюони беруть участь у сильній взаємодії, а не тільки опосередковують її. Це робить квантову хромодинаміку значно складнішою для аналізу за квантову електродинаміку. На відміну від електричного заряду, колірний заряд набуває трьох значень. Всі частинки, які можна спостерігати в вільному стані не несуть колірного заряду, і тому їх називають «білими» (або «прозорими»).

## Властивості
Глюони мають спін 1 і не мають маси, тому вони мають дві спінові поляризації, проте окрім спінової поляризації вони мають колірний заряд, тому загальна кількість поляризацій значно більша. Хоча глюони не мають маси, нелінійні ефекти (те, що самі переносники взаємодії несуть колірний заряд) приводять до того, що глюони, як і кварки, не можуть вилітати з атомного ядра. Гіпотетично на порівняно великих відстанях (порядку розмірів нуклона) глюони утворюють протяжні конфігурації — глюонні струни, натяг яких залежить від довжини. Таким чином, потенціальна енергія сильної взаємодії збільшується на «великих» відстанях лінійно ∼ r.

## Нумерологія глюонів
На відміну від єдиного фотона в КЕД чи трьох W- і Z-бозонів, які переносять слабку взаємодію, в КХД існує 8 незалежних типів глюонів.
Кварки можуть нести три типи колірного заряду, антикварки — три типи антиколірного. Глюони можуть бути осмисленими, як носії одночасно колірного і антиколірного заряду. Кольори кварків абсолютно довільно назвали червоним, зеленим і синім. Відповідно антикварки можуть бути античервоними, антизеленими і антисиніми.
У квантовій механіці стани частинок можуть додаватися згідно з принципом суперпозиції, тобто частинки можуть бути в комбінованому стані, де їхні квантові числа (кольори) не є однозначно визначеними. Ілюстрацією цього є глюон в колірному стані
{\displaystyle (r{\bar {b}}+b{\bar {r}})/{\sqrt {2}}.}
Це читається як «червоний-антисиній плюс синій-античервоний». (Коефіцієнт у знаменнику необхідний для нормалізації). Якби можна було виміряти колір глюона в цьому стані, то була б ймовірність 50 % того, що глюон має червоний-антисиній колірний заряд і така ж ймовірність, що синій-античервоний.
Згідно з теорією груп, всього з трьох кольорів (червоний, синій, зеленій) і трьох антикольорів (античервоний, антисиній, антизелений) для глюонів можна скласти дев'ять можливих парних комбінацій колір-антиколір, причому одна з них є синглетом, в якому колірні заряди нейтралізують один одного.
{\displaystyle (r{\bar {r}}+b{\bar {b}}+g{\bar {g}})/{\sqrt {3}}.}
Як наслідок, дана комбінація не взаємодіє з кварками і такого роду глюона не існує. Залишається вісім глюонів, які переносять колірну взаємодію, шість з яких мають явний колір:
| {\displaystyle g_{1}=(r{\bar {b}}+b{\bar {r}})/{\sqrt {2}},\qquad g_{2}=-i(r{\bar {b}}-b{\bar {r}})/{\sqrt {2}},} |
| {\displaystyle g_{4}=(r{\bar {g}}+g{\bar {r}})/{\sqrt {2}},\qquad g_{5}=-i(r{\bar {g}}-g{\bar {r}})/{\sqrt {2}},} |
| {\displaystyle g_{6}=(b{\bar {g}}+g{\bar {b}})/{\sqrt {2}},\qquad g_{7}=-i(b{\bar {g}}-g{\bar {b}})/{\sqrt {2}}.} |

А два інші — безколірні (є комбінаціями з так званим захованим кольором) :
| {\displaystyle g_{3}=(r{\bar {r}}-b{\bar {b}})/{\sqrt {2}},\qquad g_{8}=(r{\bar {r}}+b{\bar {b}}-2g{\bar {g}})/{\sqrt {6}}.} |

## Конфайнмент
Оскільки глюони самі несуть колірний заряд, вони беруть участь в сильній взаємодії. Ці глюон-глюонні взаємодії обмежують колірні поля до струноподібних об'єктів, які називають «трубками потоку». Вони зумовлюють постійну силу при розтягуванні. Завдяки цій силі, кварки обмежені межами складових частинок, адронів. Це обмежує діапазон сильної взаємодії до 1·10−15 метра, приблизно розмірів атомного ядра і унеможливлює існування у вільному стані кварків із колірним зарядом. Глюони з колірним зарядом теж утримуються всередині адрона.
Вільні кварки досі не спостерігаються, попри численні спроби їхнього виявлення. Аналогічна ситуація з глюонами.
На дуже малих відстанях всередині адронів взаємодія між глюонами і кварками поступово слабшає в результаті проявлення асимптотичної свободи.
Існують деякі вказівки на існування екзотичних адронів, що мають більше трьох валентних кварків (пентакварк).

## Експериментальні спостереження
Перше пряме експериментальне підтвердження існування глюонів було отримане влітку 1979 року, коли в експериментах при високих енергіях на електрон-позитронному колайдері PETRA (DESY) в дослідницькому центрі DESY (Гамбург, Німеччина) було виявлено події з трьома адронними пучками, два з яких породжувались кварками і третій — глюоном.
Спін 1 глюона був підтверджений у 1980 році експериментами на TASSO,
і PLUTO.
Глюони відіграють важливу роль в елементарних взаємодіях між глюонами і кварками, описаних квантовою хромодинамікою і частково вивченими на електронно-позитронному колайдері HERA в дослідницькому центрі DESY. Розподіли кількості і імпульсу глюонів в протоні (густина глюонів у протоні) досліджуються за допомогою двох експериментів H1 i ZEUS, з 1996 і до сьогодні.
В 2000 році на SPS у ЦЕРН було заявлено про деконфайнмент, що передбачало існування нового стану матерії — кварк-глюонної плазми. Вона була виявлена на релятивістському колайдері важких іонів (RHIC) в Брукгейвені протягом 2004—2010 років. Стан кварк-глюонної плазми був підтверджений у 2010 році на Великому адронному колайдері в CERN у трьох експериментах: ALICE, ATLAS і CMS.
Передбачений глюбол (глюоній) (частинка, що складається тільки з глюонів (хмара глюонів, відірваних від протона при зіткненні) досі не був ні виявлений, ні створений штучно.